# ماستر (فلم 2022)
ماستر (بالإنجليزية: Master) هو فيلم رعب نفسي أمريكي لعام 2022، من سيناريو وإخراج مارياما ديالو، ومن بطولة ريجينا هول وزو رنيه وأمبير غراي، تم إصداره في 18 مارس 2022.

## روابط خارجية
- مقالات تستعمل روابط فنية بلا صلة مع ويكي بيانات